# Relevantnost za sustav
Relevantnost za sustav ili anglicizam too big to fail ("preveliko na propast") teorija je koja tvrdi da su određene financijske institucije tako velike međusobno toliko povezane da bi njihov stečaj ili propast bila pogubna za gospodarstvo, te ih se stoga mora podržavati od strane vlasti, kada se nalaze gospodarskim poteškoćama. 
Izraz se odnosi na banke, koncerne, masovne medije i slične organizacije koje stabiliziratju sustav da i čija bi propast bila kobna za prevladavajući hegemoniju. Zbog toga vlast spašava takve rleventne čimbenike intervencijom države intervencije kao bi spriječila širu prijetnju sustavu. To je osobito vrijedi za bankarski sektor i velike industrijske tvrtke. 

Na popisu banaka za koje se navodi da su "too big to fail" nalazi se 17 s glavnim sjedištem u Europi, 8 u SADu i 4 i Aziji
| - Bank of America - Bank of China - Bank of New York Mellon - Banque Populaire CdE - Barclays - BNP Paribas - Citigroup - Commerzbank - Credit Suisse - Deutsche Bank | - Goldman Sachs - Group Crédit Agricole - HSBC - ING Bank - JPMorgan Chase - Lloyds Banking Group - Mitsubishi UFJ FG - Mizuho FG - Morgan Stanley | - Nordea - Royal Bank of Scotland - Santander - Société Générale - State Street - Sumitomo Mitsui FG - UBS - Unicredit Group - Wells Fargo |

## Vanjske poveznice
- DW online: Razbijanjem banaka protiv financijske krize?
- DW online:Airbag z abanke?